# François Brault
Pour les articles homonymes, voir Brault.
François Brault est un directeur de la photographie, réalisateur, et scénariste canadien né le 7 décembre 1941 à Montréal (Canada) et mort le 3 août 2023 à LaSalle (Canada).

## Filmographie

### comme directeur de la photographie
- 1969 : À soir on fait peur au monde
- 1972 : Exercise Running Jump II
- 1976 : Parlez-nous d'amour
- 1977 : M'en revenant par les épinettes
- 1978 : Le Choc de la sortie
- 1980 : À vos risques et périls
- 1982 : La Sculpture ancienne au Québec: L'Atelier des Levasseur: 1680-1794
- 1982 : Presbytère ancien du Québec II: Le curé, la mode, le pouvoir
- 1982 : Presbytère ancien du Québec I: Au temps des curés habitants
- 1982 : La Peinture votive au Québec
- 1982 : L'Orfèvrerie ancienne: trésor des fabriques du Québec
- 1982 : Memento te: Stèles et croix de cimetière au Québec
- 1982 : Le Cimetière paroissial au Québec
- 1982 : L'Architecture religieuse en Canada (1640-1790)
- 1983 : La Journée d'un curé de campagne
- 1984 : Victor Bourgeau, architecte, 1809-1888
- 1984 : Ozias Leduc, peintre-décorateur d'églises, 1864-1955
- 1984 : François Baillairgé, peintre, sculpteur et architecte, 1759-1830
- 1984 : La Broderie d'art chez les Ursulines, c. 1640: c. 1880
- 1985 : Miroir de la vie et de la mort
- 1985 : Les Enfants de la télévision
- 1986 : Les Chemins de croix au Québec
- 1986 : Calvaires et croix de chemin
- 1986 : Les Anges dans l'art au Québec
- 1987 : Un trésor de la peinture sacrée au Québec: la collection des abbés Desjardins
- 1987 : Thomas Baillairgé, architecte, 1791-1859
- 1987 : La Statuaire de cire
- 1987 : La Peinture en Nouvelle-France
- 1987 : Napoléon Bourassa (1827-1926) et la décoration d'églises
- 1987 : Louis Jobin, sculpteur, 1845-1928
- 1987 : Louis-Amable Quévillon, sculpteur et ornemaniste, 1749-1823
- 1987 : Les Églises protestantes au Québec
- 1987 : Dom Bellot, architecte, 1876-1943
- 1987 : Alfred Laliberté: Sculpteur
- 1991 : Franchir la nuit...
- 1993 : Kanehsatake: 270 Years of Resistance

### comme réalisateur
- 1969 : À soir on fait peur au monde
- 1977 : M'en revenant par les épinettes
- 1982 : La Sculpture ancienne au Québec: L'Atelier des Levasseur: 1680-1794
- 1982 : Presbytère ancien du Québec II: Le curé, la mode, le pouvoir
- 1982 : Presbytère ancien du Québec I: Au temps des curés habitants
- 1982 : La Peinture votive au Québec
- 1982 : L'Orfèvrerie ancienne: trésor des fabriques du Québec
- 1982 : Memento te: Stèles et croix de cimetière au Québec
- 1982 : Le Cimetière paroissial au Québec
- 1982 : L'Architecture religieuse en Canada (1640-1790)
- 1983 : Une installation à disposer... Saint-Yvon, Gaspésie 1983
- 1983 : La Journée d'un curé de campagne
- 1984 : Victor Bourgeau, architecte, 1809-1888
- 1984 : François Baillairgé, peintre, sculpteur et architecte, 1759-1830
- 1984 : La Broderie d'art chez les Ursulines, c. 1640: c. 1880
- 1985 : Miroir de la vie et de la mort
- 1986 : Les Chemins de croix au Québec
- 1986 : Calvaires et croix de chemin
- 1986 : Les Anges dans l'art au Québec
- 1987 : Un trésor de la peinture sacrée au Québec: la collection des abbés Desjardins
- 1987 : Thomas Baillairgé, architecte, 1791-1859
- 1987 : La Statuaire de cire
- 1987 : La Peinture en Nouvelle-France
- 1987 : Napoléon Bourassa (1827-1926) et la décoration d'églises
- 1987 : Louis Jobin, sculpteur, 1845-1928
- 1987 : Louis-Amable Quévillon, sculpteur et ornemaniste, 1749-1823
- 1987 : Les Églises protestantes au Québec
- 1987 : Dom Bellot, architecte, 1876-1943

### comme scénariste
- 1977 : M'en revenant par les épinettes
- 1984 : La Broderie d'art chez les Ursulines, c. 1640: c. 1880
- 1985 : Miroir de la vie et de la mort